# IPhone 15
iPhone 15 – smartfon z linii iPhone zaprojektowany, opracowany i sprzedawany przez amerykańską firmę Apple. iPhone 15 został zaprezentowany 12 września 2023 na specjalnym wydarzeniu firmy Apple wraz z modelami iPhone 15 Plus, iPhone 15 Pro i iPhone 15 Pro Max.